# 陈刚 (1959年)
陈刚（1959年7月—），广西永福人，中华人民共和国政治人物.

## 生平
曾任广西壮族自治区人民政府副主席、广西壮族自治区政协副主席等职务。